# Hugo (personagem)

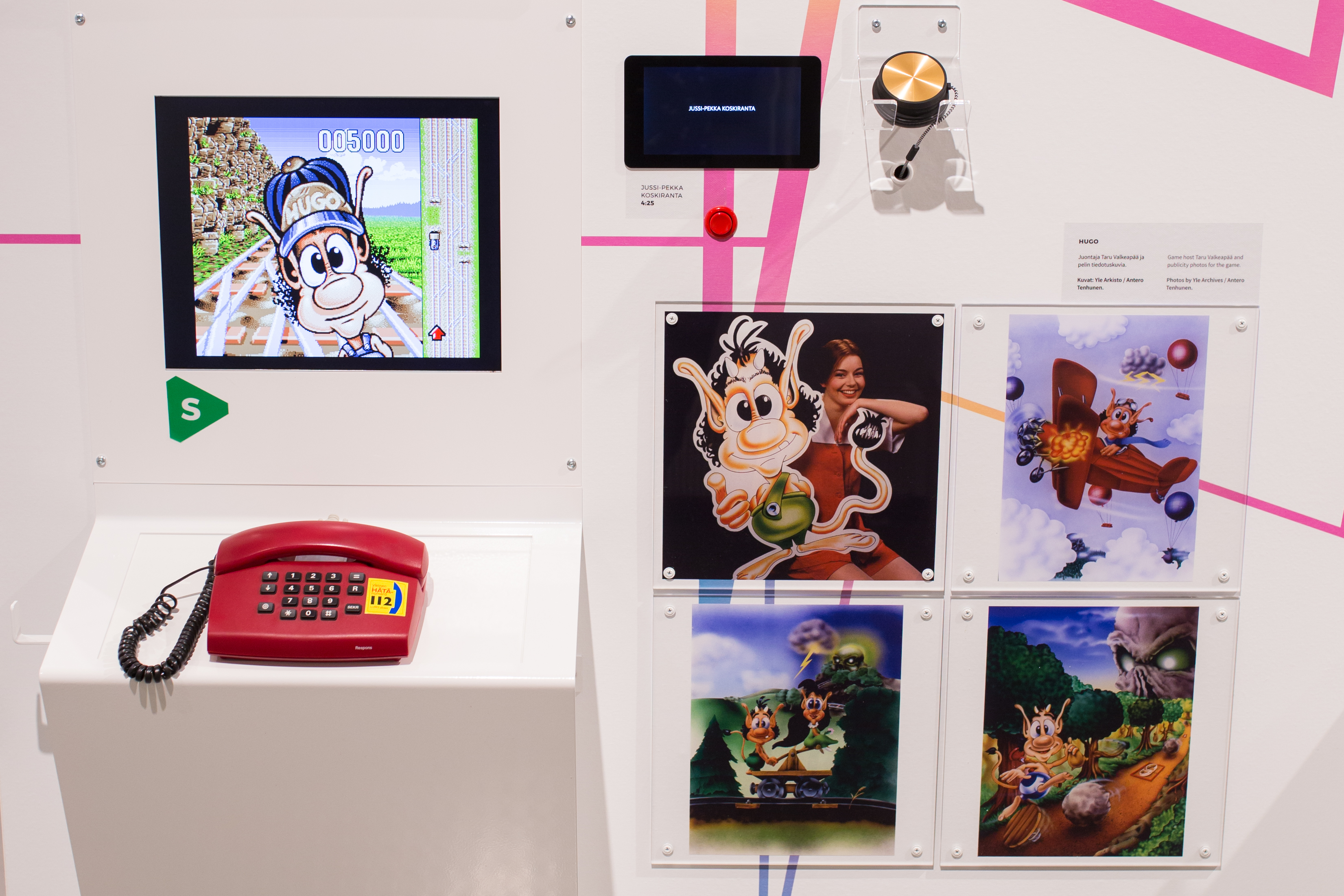
Show de televisão e imagens relacionadas a Hugo expostas em mural na Finlândia

Hugo, o Troll, ou simplesmente Hugo, é um personagem criado pelo estúdio dinamarquês Interactive Television Entertainment (ITE) em 1990, para um programa de televisão interativo para crianças chamado Hugo Game. Mais tarde, com a fama do personagem, foi desenvolvida a franquia Hugo.

## Desenvolvimento
O sucesso do programa, exibido em mais de 40 países, levou ao desenvolvimento de diversos jogos de Video game e computador, além de álbuns de figurinhas, revistas em quadrinhos, entre outros produtos.
Existem aproximadamente 30 jogos lançados sobre o Hugo para diversas plataformas. Dentre esses jogos, destaque para Hugo 3D, Hugo: Bukkazoom!, Hugo: Cannon Cruise, Hugo Runnamukka e Agent Hugo.
No Brasil, o programa foi exibido pela CNT Gazeta e chamava-se Hugo Game. Adaptado pela produtora Herbert Richers, foi exibido em território brasileiro entre 1995 e 1998. Algumas frases clássicas na versão brasileira eram:
- Não tem chororô, este jogo acabou!
- Se liga! É a última vida!
- Subindo a montanha, sem fazer manha!
- Errei a mira, parei na China!
- Não desanima que a vida termina!
- Ai, ai, meu pezinho dói, ai.
- Obrigado, caí sentado!
- Eh... Consertar e recomeçar.
- Não dê moleza, que voar é uma beleza!.
- Que dia lindão pra passear de balão?
- Alguém anotou a placa?
- O que eu sou, estilingue ou ioiô?
- Pronto passou, uma vida acabou.
- Pronto acabou, só uma vida restou.
- Agora eu quero ver a gente vencer!.
- Ô de casa, uhul.
- Você não vai vencer sempre, sua horrorosa!.

Em Portugal, o programa foi exibido pela RTP 2 de segunda à sexta-feira e pela RTP 1 nos fins-de-semana. Algumas frases clássicas na versão portuguesa eram:
- É tramado, mas este jogo está acabado.
- Continua lentinho e vais de carrinho!
- Outro assim, e ai de mim!
- Mais uma como esta e acabou-se a festa!
- Não sejas molengão, joga com o coração!
- Esquece, mãos-de-manteiga! Este jogo já era.

O concurso foi apresentado por Pedro Pinto, Alexandra Cruz, Fernando Martins, Joana Seixas e Susana Bento Ramos.
Atualmente a franquia Hugo é administrada pela ITE.